# École nationale d'administration de Madagascar
 (janvier 2018).
Si vous disposez d'ouvrages ou d'articles de référence ou si vous connaissez des sites web de qualité traitant du thème abordé ici, merci de compléter l'article en donnant les références utiles à sa vérifiabilité et en les liant à la section « Notes et références ».
L’École nationale d’administration de Madagascar (ENAM), est une Grande école publique crée en 1960, pour démocratiser l'accès à la haute fonction publique de l'État.
Elle est chargée aujourd'hui d'assurer la sélection et la formation initiale et continue des hauts fonctionnaires. Elle est membre de l'Agence universitaire de la Francophonie (AUF).

## Anciens élèves
- Rafaravavitafika Rasata,  ministre des affaires étrangères.